# Деревягіна Наталія Дмитрівна
Наталія Дмитрівна Деревягіна (нар. 1957, місто Антрацит, тепер Луганської області) — українська радянська діячка, шва́чка-мотористка Ворошиловградської трикотажної фабрики імені XXV з'їзду КПРС Ворошиловградської області. Депутат Верховної Ради УРСР 10-го скликання.

## Біографія
Закінчила професійно-технічне училище. Член ВЛКСМ.
З 1975 року — шва́чка-мотористка Ворошиловградської ордена «Знак Пошани» трикотажної фабрики імені XXV з'їзду КПРС Ворошиловградської області. Ударник комуністичної праці. Керувала комсомольською групою трикотажної фабрики.
Закінчила Ворошиловградський філіал Донецького технікуму легкої промисловості.